# Бурильон, Поль
Поль Бурильон (фр. Paul Bourrillon; 13 мая 1877, Марманд — 14 апреля 1944, там же) — ранний французский профессиональный велогонщик. Чемпион мира по трековому велоспорту 1896 года.
Оперный певец (тенор).

## Биография
Сын торговца.
Наибольшего успеха в своей спортивной карьере П. Бурильон добился в 1895 году, выиграв серебряную медаль в спринте у профессионалов во время чемпионата Франции.
На чемпионате мира по трековым велогонкам, который состоялся в Копенгагене в 1896 году, он выиграл золотую медаль, опередив британца Чарльза Ф. Бардена и своего соотечественника Эдмонда Жаклина.
Это была, единственная медаль, выигранная Бурильоном на международных соревнованиях такого уровня.
Бурильон выиграл ещё две медали на Чемпионатах Франции по велоспорту, в том числе, золото в 1897 и 1899 годах, золотую медаль на Чемпионате Великобритании в гонке на 15 миль (1896), победитель Гран-при Женевы (1896). В 1897 году побеждал на Гран-при Антверпена, Гран-при Берлина, Гран-при Брюсселя и Гран-при Ганновера.
Трижды поднимался на подиум Гран-при Парижа по велоспорту (Grand Prix de Paris), выиграв золото в 1898 году, а через год стал лучшим в Гран-при Копенгагена.
После завершения велокарьеры пел в оперных театрах Бордо и Руана (тенор).
Автор мемуаров «Мои воспоминания» (1913).